# Melodifestivalen 2015

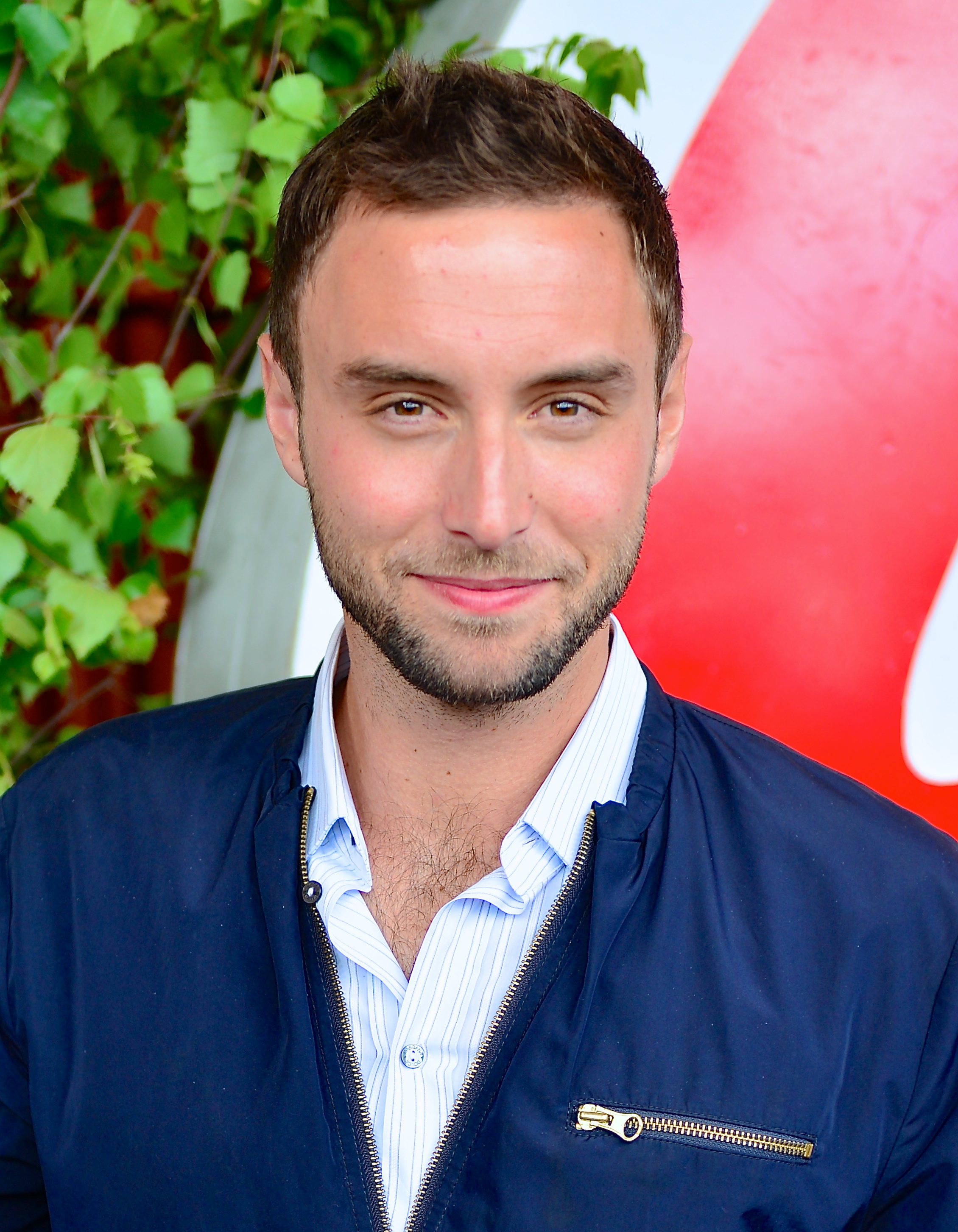
Måns Zelmerlöw vann Melodifestivalen 2015 med låten "Heroes". Måns Zelmerlöw har tävlat i Melodifestivalen två gånger tidigare, 2007 och 2009.

Melodifestivalen 2015 var den 55:e upplagan av musiktävlingen Melodifestivalen och samtidigt Sveriges uttagning till Eurovision Song Contest 2015.
Finalen ägde rum i Friends Arena den 14 mars 2015, där bidraget Heroes, framfört av Måns Zelmerlöw, vann. Inför finalen skedde en turnering om fyra deltävlingar samt ett uppsamlingsheat ("Andra chansen") med totalt 28 tävlingsbidrag. Sveriges Television gjorde en rad förändringar i årets tävling, som att minska antalet tävlingsbidrag från 32 stycken till 28 stycken samt att fyra bidrag istället för tidigare två gick vidare från uppsamlingsheatet till finalen. Likt tidigare år var det tittarna som hade makten att bestämma resultatet i programmen även om de i finalen delade makten med elva europeiska jurygrupper. Christer Björkman var programmets producent och Christel Tholse Willers var chef över produktionen av Melodifestivalen 2015.
Heroes representerade Sverige i ESC 2015, som ägde rum i Wien den 19, 21 och 23 maj 2015. I finalen segrade bidraget med totalt 365 poäng.

## Tävlingsupplägg
För fjortonde året i rad genomfördes Melodifestivalen med deltävlingar på olika håll i Sverige innan en final arrangerades. I deltävlingarna, vilka sändes från Göteborg, Malmö, Östersund och Örebro, tävlade totalt 28 bidrag, där tittarna röstade vidare åtta av dessa till finalen. Därefter arrangerades ett uppsamlingsheat (kallat Andra chansen) för de bidrag som placerade sig på tredje och fjärde plats i deltävlingarna, där totalt fyra av dessa bidrag röstades vidare av tittarna. Detta program sändes från Helsingborg. Finalen, som innehöll totalt 12 bidrag, sändes från Solna. Sanna Nielsen och Robin Paulsson var programledare medan Filippa Bark var bisittare.
Jämfört med de tidigare åren med deltävlingsupplägget (2002–2014) gjorde Sveriges Television en rad större förändringar det här året. En sådan förändring var att ändra upplägget för Andra chansen som nu endast hade en enda tävlingsomgång med fyra dueller och därmed också fyra vinnare. Tidigare år har endast två bidrag gått vidare från Andra chansen. Detta gjorde i sin tur att antalet bidrag i finalen ökade från tidigare 10 till 12 stycken. Dessutom infördes en röstningsbegränsning för telefon- och sms-röstningen i programmen, samtidigt som en mobilapplikation infördes som ett nytt röstningsverktyg. En ytterligare förändring var att karantänsreglerna för Andra chansens bidrag slopades.

### Bidragsuttagningen
Tävlingsbidragen till det här årets tävling valdes ut genom tre olika delar:
- 13 bidrag (av totalt 1 733 inskickade) kom från ett nationellt inskickande av bidrag.
- 13 bidrag som Sveriges Television själva valde ut från specialinbjudningar.
- 2 bidrag som var allmänhetens jokrar i tävlingen.

Under september 2014 fanns möjlighet för låtskrivare och artister att skicka in tävlingsbidrag via Melodifestivalens hemsida. Efter att inskicket hade stängts tog Sveriges Television ut ett mindre antal som gick vidare till en urvalsjury. Denna jury fick sedan lyssna igenom bidragen och välja ut startfältets 13 första bidrag samt ett av jokerbidragen. Sedan tog Sveriges Television vid och valde ut den andra halvan med 13 bidrag, som sedan kompletterades med det andra jokerbidraget och artister till samtliga uttagna bidrag. Hela startfältet, inklusive jokrarna, presenterades vid två presskonferenser i november 2014.
De två jokerbidragen i tävlingen valdes ut genom Svensktoppen nästa och Allmänhetens tävling. Dessa två moment skilde sig åt då Svensktoppen nästa från början tog ut en artist, men låten valdes ut av Sveriges Television, medan Allmänhetens tävling var en låtskrivartävling där Sveriges Televisions jury fick välja ut ett vinnarbidrag, varpå Sveriges Television tillsatte artisten. De två jokrarna blev Kalle Johansson, och Emelie Irewald.
För att få skicka in bidrag till tävlingen behövde man vara folkbokförd i Sverige (senast den 1 september 2014) eller samarbeta med minst en svensk medborgare. De personer som förbjöds skicka in bidrag var personer som var anställda vid Sveriges Television under hösten 2014 och våren 2015. Tävlingsbidragen skulle vara nyskrivna låtar som aldrig tidigare hade offentliggjorts, och de skulle vara 2–3 minuter långa. Bidragen fick framföras på vilket språk som helst, men Sveriges Television satte upp en gräns att minst 30 procent av de uttagna tävlingsbidragen skulle framföras på svenska. För att vara tävlande artist skulle man vara minst 16 år gammal. Varje framförande fick ha max 8 personer på scenen och förinspelad körsång var tillåten (all huvudsång skulle dock göras live). Ett liveinstrument fick man ha med på scenen. Dock ställde Sveriges Television som krav att om vinnarlåten innehöll hela eller delar av de tre sistnämnda sakerna så skulle låten behöva arrangeras om till Eurovision Song Contest.

### Återkommande artister till startfälten
Nedan listas namnen på de artister som tävlat tidigare år i festivalen och som återkom i tävlan det här året. 
| Artist                                   | Tidigare år (med placering) (Melodifestivalen) | Tidigare år (med placering) (ESC)       |
| ---------------------------------------- | --- | --------------------------------------- |
| Andreas Johnson                          | 2006 (1:a DF, 3:a final), 2007 (1:a DF, 2:a final), 20089 (3:a DF, 5:a AC), 2010 (2:a DF, 6:a final), 2012 (3:a DF, 7:a AC)                                                          | –                                       |
| Behrang Miri Deltog med Victor Crone10   | 20138 (4:a DF, 4:a AC) | –                                       |
| Caroline Wennergren                      | 2005 (2:a DF, 5:a final) | –                                       |
| Daniel Gildenlöw                         | 20101 (4:a DF, 6:a AC) | –                                       |
| Ellen Benediktson                        | 2014 (2:a DF, 7:a final) | –                                       |
| Eric Saade                               | 2010 (1:a DF, 3:a final), 2011 (1:a DF, 1:a final) | 2011 (1:a SF, 3:a final)                |
| Jessica Andersson                        | 20032 (1:a DF, 1:a final), 20042 (2:a DF, 6:a final), 2006 (5:a DF), 2007 (4:a DF, 4:a AC), 2010 (3:a DF, 1:a AC, 8:a final)                                                         | 20032 (5:a)                             |
| Linus Svenning                           | 2014 (4:a DF, 2:a AC, 5:a final) | –                                       |
| Magnus Carlsson                          | 20003 (2:a), 20013 (2:a), 20023 (3:a DF, 1:a VV (AC), 4:a final), 20034 (3:a DF, 1:a TV (AC), 3:a final), 20054 (4:a DF, 1:a AC, 3:a final), 2006 (1:a DF, 8:a final), 2007 (5:a DF) | –                                       |
| Marie Bergman Duett med Sanne Salomonsen | 19715 (1:a-5:a)6, 19725 (1:a), 19947 (1:a) | 19715 (6:a), 19725 (13:e), 19947 (13:e) |
| Måns Zelmerlöw                           | 2007 (1:a DF, 3:a final), 2009 (1:a DF, 4:a final) | –                                       |
| Sanne Salomonsen Duett med Marie Bergman | 2005 (2:a DF, 7:a final) | –                                       |

1 2010 deltog Daniel Gildenlöw som sångare i musikgruppen Pain of Salvation.

2 2003 och 2004 tävlade Jessica Andersson tillsammans med Magnus Bäcklund som duon Fame.

3 2000, 2001 och 2002 tävlade Magnus Carlsson med musikgruppen Barbados.

4 2003 och 2005 tävlade Magnus Carlsson med musikgruppen Alcazar.

5 1971 och 1972 tävlade Marie Bergman i musikgruppen Family Four.

6 1971 anordnades fem semifinaler inför finalen där artisterna Family Four, Sylvia Vrethammar och Tommy Körberg tävlade med fem bidrag vardera om fem finalplatser. Samtliga fem finalbidrag kom från Family Four som därmed också intog samtliga fem slutplaceringar i finalen.

7 1994 tävlade Marie Bergman i duett med Roger Pontare.

8 2013 deltog artisterna Oscar Zia och Loulou Lamotte i Behrangs nummer, även om det bara var Behrang som krediterades.

9 2008 tävlade Andreas Johnson i duett med Carola.

10 I Andra chansen deltog operasångaren Malena Ernman som en del av kören i Behrang Miris & Victor Crones framträdande.

### Övrigt

#### Låtskrivarna
Totalt sett var det 75 låtskrivare som stod bakom de 28 bidragen i det här årets tävling. Av dessa var 41 debutanter medan resterande 34 hade haft med bidrag i tävlingen vid minst ett tidigare tillfälle. Av låtskrivarna var 19 kvinnor och 56 män. Flest bidrag fick Thomas G:son och Anton Hård af Segerstad med, de fick med fyra bidrag vardera. Fredrik Kempe och Karl-Ola Kjellholm fick med tre bidrag var, och Aleena Gibson, Jimmy Jansson, David Kreuger, Sharon Vaughn och Anders Wrethov fick med två bidrag var. Siffrorna räknas även med låtskrivarsamarbeten.

#### Marcel Bezençon Award 2015
Marcel Bezençon Award är ett pris som delas ut i tre kategorier vid varje års Melodifestivalsfinal. I varje kategori har en viss grupp fått avgöra resultatet: i den första kategorin avgör presskåren, i den andra avgör upphovsmän och i den tredje avgör tidigare Melodifestivalsvinnare. Priset instiftades av Christer Björkman och Richard Herrey och har fått sitt namn efter Eurovision Song Contests grundare, Marcel Bezençon. De bidrag som tog hem priserna var "Don't Stop" (artisternas pris), Heroes (pressens pris) och "Don't Stop Believing" (upphovsmännens pris).

#### Pausunderhållning
I varje program arrangerades pausunderhållning i form av sketcher och musikinslag. I finalen bjöds 2014 års Eurovisionsvinnare Conchita Wurst in att framföra 2014 års ESC-vinnarlåt Rise Like A Phoenix. Efter att alla finalens bidrag var framförde gjorde den norska humorgruppen Ylvis pausnumret "Stonehenge" och musikgruppen Dirty Loops gjorde en tolkning av 2014 års Melodifestivalsvinnarbidrag Undo.

## Datum och händelser

### Melodifestivalens turnéplan 2015[6]
- Lördag 7 februari 2015 - Deltävling 1, Scandinavium, Göteborg
- Lördag 14 februari 2015 - Deltävling 2, Malmö Arena, Malmö
- Lördag 21 februari 2015 - Deltävling 3, Östersund Arena, Östersund
- Lördag 28 februari 2015 - Deltävling 4, Conventum Arena, Örebro
- Lördag 7 mars 2015 - Andra chansen, Helsingborg Arena, Helsingborg
- Lördag 14 mars 2015 - Final, Friends Arena, Solna

| - Scandinavium, Göteborg - Malmö Arena, Malmö - Östersund Arena, Östersund - Conventum Arena, Örebro - Helsingborg Arena, Helsingborg - Friends Arena, Solna |

### Inför Melodifestivalen
- Den 11 maj 2014 meddelade Melodifestivalens producent Christer Björkman att planeringsarbetet för Melodifestivalen 2015 skulle vara klart i juni 2014.[35]
- Den 20 maj 2014 bekräftade Sveriges Television Sveriges medverkan i Eurovision Song Contest 2015.[5]
- Den 24 juni 2014 presenterade Sveriges Television regelverket för Melodifestivalen 2015.[23]
- Den 31 augusti 2014 presenterades Kalle Johansson som den första artisten till Melodifestivalen 2015. Detta efter att han stått segrare av Svensktoppen nästa 2014.[36][21]
- Mellan den 1 och 16 september 2014 var inskickningen av bidrag till både Ordinarie tävling och Allmänhetens tävling öppen.
- Den 16 september 2014 stängdes antagningen till inskickningen av bidrag till tävlingen. Totalt skickades det in 2 177 bidrag, vilket var en minskning med 451 bidrag jämfört med 2014 års tävling.[18]
- Den 22 september 2014 presenterade Sveriges Television det nya tävlingsupplägget inom formen för det tidigare tävlingsupplägget.[7][8]
- Den 25 september 2014 presenterade Sveriges Television de städer som besöktes under turneringen.[6]
- Den 29 september 2014 presenterade Sveriges Television programledarna för Melodifestivalen 2015.[1][2]
- Den 24 oktober 2014 startade försäljningen av biljetter till deltävlingarna, Andra chansen och finalen. Likt tidigare år med detta upplägg bestod varje veckas stopp av tre föreställningar: två genrep (varav ett som bandades som eventuell reservsändning och ett matinégenrep) och därefter en direktsändning.[37][38]
- Mellan september och november gjorde Sveriges Television sitt urval av artister och bidrag till tävlingen.
- Den 21 november 2014 presenterade Sveriges Television en ytterligare förändring i röstningsbegränsningarna i de framtida tv-sändningarna.[16]
- Den 24 november 2014 presenterade Sveriges Television tävlingsbidragen (med tillhörande artister) som skulle tävla i den första och andra deltävlingen.[39][40] Utöver detta meddelades också vinnaren av Allmänhetens tävling.[19]
- Den 25 november 2014 presenterade Sveriges Television tävlingsbidragen (med tillhörande artister) som skulle tävla i den tredje och fjärde deltävlingen.[39][40][20]
- Den 4 december 2014 offentliggjordes namnen på de 16 personer som suttit med i urvalsjuryn.[41]
- Den 10 januari 2015 sände Sveriges Television en årskrönika om Melodifestivalen och Eurovision Song Contest 2014, som en bakom kulisserna-dokumentär men även med fokus på 2015.[42]
- Den 14 januari 2015 presenterade Sveriges Television startordningen för deltävlingarna.[43]
- Den 19 januari 2015 presenterade Sveriges Television tävlingens bisittare Filippa Bark (spelad av Sissela Benn).[3]
- Den 22 januari 2015 presenterade Sveriges Television en regeländring för de bidrag som skulle gå vidare till Andra chansen.[15]
- Den 27 januari 2015 presenterades webbprogramledarna.[källa behövs]
- Den 29 januari 2015 presenterade Sveriges Television bilder och information om scenografin.[44]
- Den 30 januari 2015 presenterade Sveriges Television vilka personer som ingick i husensemblen (körsång och dansare).[45]
- Den 4 februari 2015 släppte Sveriges Television en mobilapplikation som användes som ett av tre möjliga röstningsverktyg i programmen.[17]

## Deltävlingarna
I varje deltävling tävlade totalt sju bidrag. Först framfördes bidragen samtidigt som tittarna kunde avlägga röster. Efter framförandena hölls en kortare snabbgenomgång innan telefonslussarna stängdes och resultatet lästes av. De två bidrag som vid tillfället hade fått minst antal röster fick lämna tävlingen omedelbart. Efter detta påbörjades en andra röstningsomgång, utan att nollställa de tidigare resultaten, som nu enbart pågick i ett antal minuter. Efter att telefonslussarna stängdes en andra gång slogs rösterna för bägge omgångarna samman. De två bidragen som totalt hade fått flest röster gick direkt till finalen, medan bidragen som hamnat på tredje och fjärde plats gick till Andra chansen. Bidraget som hamnat på femte plats åkte ut.
Tittarnas röster bestod i deltävlingarna av telefon- och SMS-röstning. Vid röstningen fanns det möjlighet att välja mellan två olika telefon/SMS-nummer som bestod av att antingen bara ge en röst (utan att skänka pengar) eller att rösta och dessutom skänka en del av samtalskostnaden för varje röst till Radiohjälpen. Under varje bidrags liveframträdande fanns dessutom möjligheten att rösta genom en mobilapplikation, som i programmen kallades för hjärtröster. Dessa röster var till skillnad från telefon/SMS-rösterna kostnadsfria men vägde lika tungt som övriga röster.
Samtliga individuella bidragsresultat hölls hemliga fram tills finalen hade avgjorts, eftersom Sveriges Television inte ville påverka tittarna eller jurygrupperna.

### Deltävling 1: Göteborg
Deltävlingen sändes från Scandinavium i Göteborg den 7 februari 2015.
Bidragen presenteras i startordning.
| Nr | Artist                          | Låt                 | Text (t) & Musik (m)                                                                                      | Röster Omgång 1 | Röster Omgång 2 | Total- röster | Plac. | Anmärkning    |
| -- | ------------------------------- | ------------------- | --- | --------------- | --------------- | ------------- | ----- | ------------- |
| 1  | Molly Pettersson Hammar         | I’ll Be Fine        | Molly Pettersson Hammar (tm), Lisa Desmond (tm), Tim Larsson (tm), Tobias Lundgren (tm), Gavin Jones (tm) | 82 807          | —               | 82 807        | 6     | Utslagen      |
| 2  | Daniel Gildenlöw                | Pappa               | Daniel Gildenlöw (tm)                                                                                     | 44 483          | —               | 44 483        | 7     | Utslagen      |
| 3  | Elize Ryd & Rickard Söderberg   | One By One          | Elize Ryd (tm), Jimmy Jansson (tm), Karl-Ola Kjellholm (tm), Sharon Vaughn (tm)                           | 101 433         | 27 928          | 129 361       | 5     | Utslagen      |
| 4  | Dolly Style                     | Hello Hi            | Emma Nors (tm), Palle Hammarlund (tm), Jimmy Jansson (tm)                                                 | 138 255         | 16 961          | 155 216       | 3     | Andra chansen |
| 5  | Behrang Miri feat. Victor Crone | Det rår vi inte för | Behrang Miri (tm), Albin Johnsén (tm), Måns Zelmerlöw (tm), Tony Nilsson (tm)                             | 140 374         | 8 606           | 148 980       | 4     | Andra chansen |
| 6  | Jessica Andersson               | Can't Hurt Me Now   | Aleena Gibson (tm), Fredrik Thomander (tm)                                                                | 187 686         | 25 279          | 212 965       | 2     | Till final    |
| 7  | Eric Saade                      | Sting               | Sam Arash Fahmi (tm), Fredrik Kempe (tm), Hamed "K-one" Pirouzpanah (tm), David Kreuger (tm)              | 413 556         | 35 324          | 448 880       | 1     | Till final    |

- Telefon-, SMS- och applikationsröster: 1 222 692 röster (nytt rekord för en deltävling).[48]
- Till Radiohjälpen: 609 463 kronor.[48]
- TV-tittare: 3 383 000 tittare.[49]

### Deltävling 2: Malmö
Deltävlingen sändes från Malmö Arena i Malmö den 14 februari 2015.
Bidragen presenteras i startordning.
| Nr | Artist                           | Låt                      | Text (t) & Musik (m)                                                                  | Röster Omgång 1 | Röster Omgång 2 | Total- röster | Plac. | Anmärkning          |
| -- | -------------------------------- | ------------------------ | ------------------------------------------------------------------------------------- | --------------- | --------------- | ------------- | ----- | ------------------- |
| 1  | Linus Svenning                   | Forever Starts Today     | Aleena Gibson (tm), Anton Hård af Segerstad (tm), Fredrik Kempe (tm)                  | 357 113         | 36 156          | 393 269       | 4     | Andra chansen       |
| 2  | Emelie Irewald                   | Där och då med dig       | Emelie Irewald (tm)                                                                   | 134 638         | —               | 134 638       | 6     | Utslagen, Webbjoker |
| 3  | Samir & Viktor                   | Groupie                  | Anton Hård af Segerstad (tm), Maria Smith (tm), Kevin Högdahl (tm), Viktor Thell (tm) | 455 225         | 19 958          | 475 183       | 3     | Andra chansen       |
| 4  | Neverstore                       | If I Was God For One Day | Thomas G:son (tm), John Gordon (tm), Jacob Widén (tm)                                 | 253 725         | 12 227          | 265 952       | 5     | Utslagen            |
| 5  | Marie Bergman & Sanne Salomonsen | Nonetheless              | Andreas Stone Johansson (tm), Allison Kaplan (tm)                                     | 134 427         | —               | 134 427       | 7     | Utslagen            |
| 6  | Magnus Carlsson                  | Möt mig i Gamla stan     | Thomas G:son (tm), Lina Eriksson (tm)                                                 | 441 477         | 34 140          | 475 617       | 2     | Till final          |
| 7  | Mariette                         | Don’t Stop Believing     | Miss Li (Linda Karlsson) (tm), Sonny Gustafsson (tm)                                  | 472 908         | 28 219          | 501 127       | 1     | Till final          |

- Telefon-, SMS- och applikationsröster: 2 380 213 röster (nytt rekord för en deltävling).[50]
- Till Radiohjälpen: 659 055 kronor.[50]
- TV-tittare: 3 332 000 tittare.[49]

### Deltävling 3: Östersund
Deltävlingen sändes från Östersund Arena i Östersund den 21 februari 2015.
Bidragen presenteras i startordning.
| Nr | Artist               | Låt                            | Text (t) & Musik (m)                                                                                  | Röster Omgång 1 | Röster Omgång 2 | Total- röster | Plac. | Anmärkning      |
| -- | -------------------- | ------------------------------ | --- | --------------- | --------------- | ------------- | ----- | --------------- |
| 1  | Ellen Benediktson    | Insomnia                       | Ellen Benediktson (tm), Anderz Wrethov (tm)                                                           | 288 995         | 9 768           | 298 763       | 5     | Utslagen        |
| 2  | Kalle Johansson      | För din skull                  | Martin Eriksson (tm), Thomas G:son (tm), Thomas Karlsson (tm)                                         | 261 572         | —               | 261 572       | 6     | Utslagen, Joker |
| 3  | Andreas Weise        | Bring Out the Fire             | Henrik Janson (tm), Thomas G:son (tm), Anton Hård af Segerstad (tm)                                   | 419 346         | 31 577          | 450 923       | 3     | Andra chansen   |
| 4  | Andreas Johnson      | Living To Die                  | Andreas Johnson (tm), Bobby Ljunggren (tm), Karl-Ola Kjellholm (tm)                                   | 252 280         | —               | 252 280       | 7     | Utslagen        |
| 5  | Isa                  | Don't Stop                     | Isa Tengblad (tm), Johan Ramström (tm), Magnus Wallin (tm), Gustaf Svenungsson (tm) Oscar Merner (tm) | 499 426         | 18 978          | 518 404       | 2     | Till final      |
| 6  | Kristin Amparo       | I See You                      | Kristin Amparo (tm), Fredrik Kempe (tm), David Kreuger (tm)                                           | 395 936         | 19 074          | 415 010       | 4     | Andra chansen   |
| 7  | Jon Henrik Fjällgren | Jag är fri (Manne Leam Frijje) | Jon Henrik Fjällgren (tm), Erik Holmberg (tm), Tony Malm (tm), Josef Melin (tm)                       | 593 601         | 72 716          | 666 317       | 1     | Till final      |

- Telefon-, SMS- och applikationsröster: 2 863 269 röster (nytt rekord för en deltävling/final).[51]
- Till Radiohjälpen: 818 793 kronor.[51]
- TV-tittare: 3 145 000 tittare.[49]

### Deltävling 4: Örebro
Deltävlingen sändes från Conventum Arena i Örebro den 28 februari 2015.
Bidragen presenteras i startordning.
| Nr | Artist              | Låt                   | Text (t) & Musik (m)                                                                                     | Röster Omgång 1 | Röster Omgång 2 | Total- röster | Plac. | Anmärkning    |
| -- | ------------------- | --------------------- | --- | --------------- | --------------- | ------------- | ----- | ------------- |
| 1  | Midnight Boy        | Don’t Say No          | Johan Krafman (tm), Kristofer Östergren (tm), Olle Blomström (tm)                                        | 157 793         | —               | 157 793       | 7     | Utslagen      |
| 2  | Caroline Wennergren | Black Swan            | Nicklas Eklund (tm), Joel DeLuna (tm), Aimee Bobruk (tm)                                                 | 252 405         | 31 787          | 284 192       | 5     | Utslagen      |
| 3  | JTR                 | Building It Up        | John Andreasson (tm), Tom Lundbäck (tm), Robin Lundbäck (tm), Erik Lewander (tm), Iggy Strange Dahl (tm) | 378 312         | 7 590           | 385 902       | 2     | Till final    |
| 4  | Hasse Andersson     | Guld och gröna skogar | Anderz Wrethov (tm), Elin Wrethov (tm), Johan Bejerholm (tm), Johan Deltinger (tm)                       | 339 263         | 40 042          | 379 305       | 3     | Andra chansen |
| 5  | Dinah Nah           | Make Me (La La La)    | Dinah Nah (tm), Dr. Alban (Alban Nwapa) (tm), Jakke Erixson (tm), Karl-Ola Kjellholm (tm)                | 356 640         | 9 438           | 366 078       | 4     | Andra chansen |
| 6  | Annika Herlitz      | Ett andetag           | Amir Aly (tm), Maciel Numhauser (tm), Robin Abrahamsson (tm), Sharon Dyall (tm), Sharon Vaughn (tm)      | 226 388         | —               | 226 388       | 6     | Utslagen      |
| 7  | Måns Zelmerlöw      | Heroes                | Anton Hård af Segerstad (tm), Joy Deb (tm), Linnea Deb (tm)                                              | 712 652         | 58 771          | 771 423       | 1     | Till final    |

- Telefon-, SMS- och applikationsröster: 2 571 081 röster.[52]
- Till Radiohjälpen: 764 932 kronor.[52]
- TV-tittare: 3 111 000 tittare.[49]

## Andra chansen: Helsingborg
Andra chansen sändes från Helsingborg Arena i Helsingborg den 7 mars 2015.
I Andra chansen tävlade de åtta bidrag som hade placerat sig på tredje respektive fjärde plats i deltävlingarna om de fyra sista platserna i finalen. I likhet med de tidigare åtta årens Melodifestivaler tog momentet plats i en arena lördagen mellan fjärde deltävlingen och finalen, och bidragen framfördes live istället för att bandade inslag visades. Till skillnad mot deltävlingarna möttes bidragen denna gång i dueller, där vinnaren i varje duell gick direkt till finalen. Duellmomentet har funnits med i Andra chansen sedan 2007 men har använts på olika sätt genom åren. Precis som i deltävlingarna avgjorde tittarna alla resultat vilket skedde genom telefon-, SMS- och applikationsröstning.

### Startfältet
Vilka bidrag som möttes i respektive duell avgjordes helt och hållet av Sveriges Television själva. Den enda regeln som sattes upp inför bestämmandet var att i varje duell skulle ett tredjeplacerat och ett fjärdeplacerat bidrag mötas. Startfältet redovisas i första hand efter deltävlingsordningen och i andra hand i bokstavsordning efter bidragstitel.
| Artist                              | Låt                   | Text (t) & Musik (m)                                                                      |
| ----------------------------------- | --------------------- | ----------------------------------------------------------------------------------------- |
| 1. Behrang Miri feat. Victor Crone1 | Det rår vi inte för   | Behrang Miri (tm), Albin Johnsén (tm), Måns Zelmerlöw (tm), Tony Nilsson (tm)             |
| 2. Dolly Style                      | Hello Hi              | Emma Nors (tm), Palle Hammarlund (tm), Jimmy Jansson (tm)                                 |
| 3. Linus Svenning                   | Forever Starts Today  | Aleena Gibson (tm), Anton Hård af Segerstad (tm), Fredrik Kempe (tm)                      |
| 4. Samir & Viktor                   | Groupie               | Anton Hård af Segerstad (tm), Maria Smith (tm), Kevin Högdahl (tm), Viktor Thell (tm)     |
| 5. Andreas Weise                    | Bring Out the Fire    | Henrik Jansson (tm), Anton Hård af Segerstad (tm), Thomas G:son (tm)                      |
| 6. Kristin Amparo                   | I See You             | Kristin Amparo (tm), Fredrik Kempe (tm), David Kreuger (tm)                               |
| 7. Hasse Andersson                  | Guld och gröna skogar | Anderz Wrethov (tm), Elin Wrethov (tm), Johan Bejerholm (tm), Johan Deltinger (tm)        |
| 8. Dinah Nah                        | Make Me (La La La)    | Dinah Nah (tm), Dr. Alban (Alban Nwapa) (tm), Jakke Erixson (tm), Karl-Ola Kjellholm (tm) |

1 Operasångaren Malena Ernman medverkade som en del av kören i Behrang Miris & Victor Crones framträdande.

#### Dueller
|  | Dueller    | Dueller                             | Dueller                               |            |                                                     | Till final                          | Till final | Till final |  |
|  |            |                                     |                                       |            |                                                     |                                     |            |            |  |
|  |            |                                     |                                       |            |                                                     |                                     |            |            |  |
|  | Deltävl. 3 | Bring Out The Fire Andreas Weise    | 402 521                               |            |                                                     |                                     |            |            |  |
|  | Deltävl. 3 | Bring Out The Fire Andreas Weise    | 402 521                               |            |                                                     |                                     |            |            |  |
|  | Deltävl. 2 | Forever Starts Today Linus Svenning | 532 109                               |            |                                                     |                                     |            |            |  |
|  | Deltävl. 2 | Forever Starts Today Linus Svenning | 532 109                               |            | Deltävl. 2                                          | Forever Starts Today Linus Svenning | Till final |            |  |
|  |            |                                     |                                       |            | Deltävl. 2                                          | Forever Starts Today Linus Svenning | Till final |            |  |
|  |            | Deltävl. 4                          | Guld och gröna skogar Hasse Andersson | Till final |                                                     |                                     |            |            |  |
|  | Deltävl. 4 | Deltävl. 4                          | Guld och gröna skogar Hasse Andersson | Till final | Guld och gröna skogar Hasse Andersson               | 599 724                             |            |            |  |
|  | Deltävl. 4 |                                     |                                       |            | Guld och gröna skogar Hasse Andersson               | 599 724                             |            |            |  |
|  | Deltävl. 3 | I See You Kristin Amparo            | 441 015                               |            |                                                     |                                     |            |            |  |
|  | Deltävl. 3 | I See You Kristin Amparo            | 441 015                               |            |                                                     |                                     |            |            |  |
|  |            |                                     |                                       |            |                                                     |                                     |            |            |  |
|  |            |                                     |                                       |            |                                                     |                                     |            |            |  |
|  | Deltävl. 1 | Hello Hi Dolly Style                | 404 960                               |            |                                                     |                                     |            |            |  |
|  | Deltävl. 1 | Hello Hi Dolly Style                | 404 960                               |            |                                                     |                                     |            |            |  |
|  | Deltävl. 4 | Make Me (La La La) Dinah Nah        | 524 887                               |            |                                                     |                                     |            |            |  |
|  | Deltävl. 4 | Make Me (La La La) Dinah Nah        | 524 887                               |            | Deltävl. 4                                          | Make Me (La La La) Dinah Nah        | Till final |            |  |
|  |            |                                     |                                       |            | Deltävl. 4                                          | Make Me (La La La) Dinah Nah        | Till final |            |  |
|  |            | Deltävl. 2                          | Groupie Samir och Viktor              | Till final |                                                     |                                     |            |            |  |
|  | Deltävl. 1 | Deltävl. 2                          | Groupie Samir och Viktor              | Till final | Det rår vi inte för Behrang Miri feat. Victor Crone | 297 739                             |            |            |  |
|  | Deltävl. 1 |                                     |                                       |            | Det rår vi inte för Behrang Miri feat. Victor Crone | 297 739                             |            |            |  |
|  | Deltävl. 2 | Groupie Samir och Viktor            | 628 022                               |            |                                                     |                                     |            |            |  |

### Siffror
- Telefon-, SMS- och applikationsröster: 3 829 977 röster (nytt rekord för en deltävling/final).[56]
- Till Radiohjälpen: 712 062 kronor.[56]
- TV-tittare: 3 030 000 tittare.[49]

## Final: Solna
Finalen sändes från Friends Arena i Solna den 14 mars 2015.
Finalen avgjordes genom kombinerad tittar- och juryröstning. Från början framfördes de 12 finalbidragen samtidigt som tittarröstningen (genom telefon- och SMS-röstning) pågick. Därefter hölls en snabbgenomgång följt av jurygruppernas röstavläggning. Medan detta pågick var tittarröstningen öppen vilket gjorde att tittarna kunde påverka juryns dom. Efter juryöverläggningen hölls en ny snabbgenomgång av bidragen innan telefonslussarna stängdes och resultatet räknades av. Sedan adderades tittarnas poäng till jurypoängen och därmed korades en vinnare.
Tittarna respektive jurygrupperna delade ut 473 poäng vardera till bidragen. Var och en av de totalt 11 jurygrupperna, vilka representerade tävlande länder i Eurovision Song Contest 2015,  delade ut 12 poäng till favoritlåten, 10 poäng till sin tvåa, 8 poäng till sin trea och därefter 6, 4, 2 och 1 poäng. Totalt gav varje jurygrupp således sju bidrag poäng medan fem blev utan. Tittarnas poäng delades istället ut procentuellt utifrån hur många röster varje bidrag hade fått. Således kunde alla bidrag få poäng och summorna representerade tittarnas röstning istället för fasta poängsummor som jurypoängen.
På grund av tekniska problem med applikationsröstningen fanns för tittarna enbart möjlighet att telefon- och SMS-rösta.

### Startlista
Bidragen listas nedan i startordning.
| Nr | Artist               | Låt                            | Upphovsmän (Text & musik)                                                                                | Deltävl. (1) | Placering | Poäng |
| -- | -------------------- | ------------------------------ | --- | ------------ | --------- | ----- |
| 1  | Samir & Viktor       | Groupie                        | Anton Hård af Segerstad (tm), Maria Smith (tm), Kevin Högdahl (tm), Viktor Thell (tm)                    | AC (2)       | 8         | 49    |
| 2  | JTR                  | Building It Up                 | John Andreasson (tm), Tom Lundbäck (tm), Robin Lundbäck (tm), Erik Lewander (tm), Iggy Strange Dahl (tm) | 4            | 10        | 25    |
| 3  | Dinah Nah            | Make Me (La La La)             | Dinah Nah (tm), Dr. Alban (Alban Nwapa) (tm), Jakke Erixson (tm), Karl-Ola Kjellholm (tm)                | AC (4)       | 12        | 22    |
| 4  | Jon Henrik Fjällgren | Jag är fri (Manne leam frijje) | Jon Henrik Fjällgren (tm), Erik Holmberg (tm), Tony Malm (tm), Josef Melin (tm)                          | 3            | 2         | 139   |
| 5  | Jessica Andersson    | Can't Hurt Me Now              | Aleena Gibson (tm), Fredrik Thomander (tm)                                                               | 1            | 11        | 23    |
| 6  | Måns Zelmerlöw       | Heroes                         | Anton Hård af Segerstad (tm), Joy Deb (tm), Linnea Deb (tm)                                              | 4            | 1         | 288   |
| 7  | Linus Svenning       | Forever Starts Today           | Aleena Gibson (tm), Anton Hård af Segerstad (tm), Fredrik Kempe (tm)                                     | AC (2)       | 6         | 59    |
| 8  | Isa                  | Don't Stop                     | Isa Tengblad (tm), Johan Ramström (tm), Magnus Wallin (tm), Gustaf Svenungsson (tm), Oscar Merner (tm)   | 3            | 7         | 56    |
| 9  | Magnus Carlsson      | Möt mig i Gamla stan           | Thomas G:son (tm), Lina Eriksson (tm)                                                                    | 2            | 9         | 28    |
| 10 | Eric Saade           | Sting                          | Sam Arash Fahmi (tm), Fredrik Kempe (tm), Hamed "K-one" Pirouzpanah (tm), David Kreuger (tm)             | 1            | 5         | 77    |
| 11 | Mariette             | Don't Stop Believing           | Miss Li (Linda Karlsson) (tm), Sonny Gustafsson (tm)                                                     | 2            | 3         | 102   |
| 12 | Hasse Andersson      | Guld och gröna skogar          | Anderz Wrethov (tm), Elin Wrethov (tm), Johan Bejerholm (tm), Johan Deltinger (tm)                       | AC (4)       | 4         | 78    |

### Poäng och placeringar
| Nr | Bidrag                         | Estland | Malta | Armenien | Frankrike | Israel | Slovenien | Cypern | Belgien | Storbrit. | Nederl. | Österrike | Jury- poäng | Tel&SMS Antal | Tel&SMS Andel | Tel&SMS Poäng | Summa | Plac. |
| -- | ------------------------------ | ------- | ----- | -------- | --------- | ------ | --------- | ------ | ------- | --------- | ------- | --------- | ----------- | ------------- | ------------- | ------------- | ----- | ----- |
| 1  | Groupie                        |         | 8     |          |           |        |           | 4      | 10      | 1         | 6       |           | 29          | 65 927        | 4,2%          | 20            | 49    | 8     |
| 2  | Building It Up                 | 6       |       |          | 6         | 1      |           |        | 8       |           |         |           | 21          | 14 236        | 0,9%          | 4             | 25    | 10    |
| 3  | Make Me (La La La)             |         | 10    |          |           | 2      |           | 1      |         |           | 1       |           | 14          | 28 094        | 1,8%          | 8             | 22    | 12    |
| 4  | Jag är fri (Manne Leam Frijje) | 2       |       | 8        | 8         |        | 1         |        | 4       | 12        | 8       | 8         | 51          | 288 964       | 18,6%         | 88            | 139   | 2     |
| 5  | Can't Hurt Me Now              |         | 6     | 4        | 1         |        | 4         |        |         |           |         |           | 15          | 25 721        | 1,7%          | 8             | 23    | 11    |
| 6  | Heroes                         | 12      | 12    | 12       | 12        | 6      | 12        | 12     | 12      | 8         | 12      | 12        | 122         | 545 601       | 35,1%         | 166           | 288   | 1     |
| 7  | Forever Starts Today           | 4       |       | 2        | 2         | 4      | 6         | 6      | 1       | 6         |         | 10        | 41          | 57 838        | 3,7%          | 18            | 59    | 6     |
| 8  | Don't Stop                     | 10      | 2     |          |           |        | 8         |        |         | 10        | 4       | 4         | 38          | 60 213        | 3,9%          | 18            | 56    | 7     |
| 9  | Möt mig i Gamla stan           |         |       | 1        |           |        |           | 8      |         |           |         | 1         | 10          | 59 811        | 3,8%          | 18            | 28    | 9     |
| 10 | Sting                          | 1       | 1     | 10       | 4         | 10     |           | 2      | 6       | 2         | 10      | 2         | 48          | 96 237        | 6,2%          | 29            | 77    | 5     |
| 11 | Don't Stop Believing           | 8       | 4     | 6        | 10        | 12     | 10        | 10     | 2       | 4         | 2       | 6         | 74          | 90 749        | 5,8%          | 28            | 102   | 3     |
| 12 | Guld och gröna skogar          |         |       |          |           | 8      | 2         |        |         |           |         |           | 10          | 222 166       | 14,3%         | 68            | 78    | 4     |

### Siffror
- Telefon- och SMS-röster: 1 555 557 röster.[4]
- Till Radiohjälpen: 2 984 896 kronor.[4]
- TV-tittare: 3 736 000 tittare.[49]

### Fotnoter
1. 1 2  Petersson, Emma (26 september 2014). ”Nu ska Melodifestivalens programledare avslöjas”. Sveriges Television. http://www.svt.se/melodifestivalen/melodifestivalen-2015-s-programledare-presenteras. Läst 26 september 2014.
2. 1 2 3  Dahlander, Gustav (29 september 2014). ”Sanna Nielsen och Robin Paulsson programledare för Melodifestivalen 2015”. Sveriges Television. http://www.svt.se/melodifestivalen/sanna-nielsen-och-robin-paulsson-programledare-for-melodifestivalen-2015. Läst 29 september 2014.
3. 1 2 3  Petersson, Emma (19 januari 2015). ”Filippa Bark i Melodifestivalen 2015: ”Jag kommer lära artisterna viktiga saker””. Sveriges Television. http://www.svt.se/melodifestivalen/filippa-bark-tar-plats-i-melodifestivalen-2015. Läst 19 januari 2015.
4. 1 2 3 4 5  Petersson, Emma (14 mars 2015). ”Måns Zelmerlöw är vinnaren i Melodifestivalen 2015”. Sveriges Television. http://www.svt.se/melodifestivalen/mans-zelmerlow-ar-vinnaren-i-melodifestivalen-2015. Läst 14 mars 2015.
5. 1 2  Jiandani, Sanjay (20 maj 2014). ”Sweden: SVT confirms participation in Eurovision 2015”. ESCToday. http://esctoday.com/83858/sweden-svt-confirms-participation-eurovision-2015/. Läst 20 maj 2014.
6. 1 2 3 4  Dahlander, Gustav (25 september 2014). ”Städerna klara: Melodifestivalen 2015 besöker två nya städer”. Sveriges Television. http://www.svt.se/melodifestivalen/staderna-klara-melodifestivalen-2015-besoker-tva-nya-stader. Läst 25 september 2014.
7. 1 2 3 4  Dahlander, Gustav (22 september 2014). ”Så förändras Melodifestivalen 2015 – största finalen någonsin”. Sveriges Television. http://www.svt.se/melodifestivalen/nya-regler-i-melodifestivalen-2015-farre-latar-i-deltavlingarna-och-fler-i-finalen. Läst 22 september 2014.
8. 1 2 3 4 5 6  ”Regler och tävlingsprocess Melodifestivalen 2015”. Sveriges Television. 22 september 2014. http://www.svt.se/melodifestivalen/article2491401.svt/binary/regler_och_tavling_melodifestivalen_2015_3.pdf. Läst 22 september 2014.
9. ↑  ”Rekordmånga låtar tävlar i Svensktoppen nästa”. Sveriges Radio. 8 april 2014. Arkiverad från originalet den 13 maj 2014. https://web.archive.org/web/20140513011518/http://sverigesradio.se/sida/artikel.aspx?programid=3147&artikel=5831725. Läst 12 maj 2014.
10. ↑  Helander, Magnus (21 september 2014). ”Hon blir chef för Sveriges största tv-program”. Resumé. Arkiverad från originalet den 22 september 2014. https://web.archive.org/web/20140922013725/http://www.resume.se/sections/nyheter/helgintervjuer/2014/09/20/hon-ska-lyfta-melodifestivalen/. Läst 22 september 2014.
11. ↑  ”Vienna to host Eurovision 2015”. EBU. 6 augusti 2014. http://www.eurovision.tv/page/news?id=vienna_to_host_eurovision_2015. Läst 6 augusti 2014.
12. ↑  Siim, Jarmo (6 augusti 2014). ”Get to know the Eurovision 2015 arena”. EBU. http://www.eurovision.tv/page/news?id=get_to_know_the_eurovision_2015_arena. Läst 6 augusti 2014.
13. ↑  M. Escudero, Victor (14 mars 2015). ”Sweden: Måns Zelmerlöw wins Melodifestivalen”. EBU. http://www.eurovision.tv/page/news?id=sweden_mans_zelmerloew_wins_melodifestivalen. Läst 14 mars 2015.
14. ↑  Storvik-Green, Simon; Roxburgh, Gordon (24 maj 2015). ”SWEDEN WINS 2015 EUROVISION SONG CONTEST”. EBU. http://www.eurovision.tv/page/news?id=sweden_wins_2015_eurovision_song_contest. Läst 24 maj 2015.
15. 1 2  Petersson, Emma (22 januari 2015). ”Nya förutsättningar för bidragen i Andra chansen i Melodifestivalen 2015”. Sveriges Television. http://www.svt.se/melodifestivalen/har-ar-de-nya-och-forbattrade-forutsattningarna-for-andra-chansen-i-melodifestivalen-2015. Läst 22 januari 2015.
16. 1 2  ”Ny modell för röstningssystemet i Melodifestivalen 2015”. Sveriges Television. 21 november 2014. http://www.svt.se/melodifestivalen/ny-modell-i-rostningssystemet-i-melodifestivalen-2015. Läst 22 november 2014.
17. 1 2 3  Petersson, Emma (4 februari 2015). ”Nytt sätt att rösta i Melodifestivalen 2015 – här är Melodifestivalens app”. Sveriges Television. http://www.svt.se/melodifestivalen/nytt-satt-att-rosta-i-melodifestivalen-2015-har-ar-melodifestivalens-app. Läst 4 februari 2015.
18. 1 2 3  Dahlander, Gustav (16 september 2014). ”Låtarna till Melodifestivalen 2015 är på plats”. Sveriges Television. http://www.svt.se/melodifestivalen/latarna-till-melodifestivalen-2015-ar-pa-plats. Läst 16 september 2014.
19. 1 2  Pär Källman, Gustav Dahlander (24 november 2014). ”Här är de första artisterna i Melodifestivalen 2015 – tävlar i Göteborg och Malmö”. Sveriges Television. http://www.svt.se/melodifestivalen/lista-har-ar-artisterna-i-melodifestivalen-2015. Läst 24 november 2014.
20. 1 2  Pär Källman, Gustav Dahlander (25 november 2014). ”Artisterna i Melodifestivalen 2015: Hela listan – de tävlar i Östersund och Örebro”. Sveriges Television. http://www.svt.se/melodifestivalen/lista-har-ar-artisterna-i-melodifestivalen-2015-1. Läst 25 november 2014.
21. 1 2  ”Kalle Johansson vann Svensktoppen nästa”. Sveriges Radio. 31 augusti 2014. Arkiverad från originalet den 6 september 2014. https://web.archive.org/web/20140906204348/http://sverigesradio.se/sida/artikel.aspx?programid=3147&artikel=5951861. Läst 31 augusti 2014.
22. ↑  ”Nu är det dags att skriva låtar till Melodifestivalen 2015”. Sveriges Television. 24 juni 2014. http://www.svt.se/melodifestivalen/nu-ar-det-dags-att-skriva-latar-till-melodifestivalen-2015. Läst 24 juni 2014.
23. 1 2  ”Inbjudan till Melodifestivalen 2015”. Sveriges Television. 24 juni 2014. http://www.svt.se/melodifestivalen/article2142980.svt/binary/inbjudanmello2015.pdf. Läst 24 juni 2014.
24. 1 2  Petersson, Emma; Dahalander, Gustav (7 mars 2015). ”Därför stoppas Malena Ernman från greenroom i Melodifestivalen 2015”. Sveriges Television. http://www.svt.se/melodifestivalen/darfor-stoppas-malena-ernman-fran-att-vara-med-i-greenroom-i-melodifestivalen-2015. Läst 7 mars 2015.
25. ↑  Dahlander, Gustav (23 november 2014). ”Låtskrivarna i Melodifestivalen 2015: Thomas G:son kan bli störst”. Sveriges Television. http://www.svt.se/melodifestivalen/latskrivarna-i-melodifestivalen-2015-thomas-g-son-kan-bli-storst. Läst 1 mars 2015.
26. ↑  Källman, Pär (14 mars 2015). ”Måns, Isa, Miss Li och Sonny Gustafsson vann Marcel Bezençon 2015”. Sveriges Television. http://www.svt.se/melodifestivalen/mans-isa-miss-li-och-sonny-gustafsson-vann-marcel-bezen-on-2015. Läst 15 mars 2015.
27. ↑  Petersson, Emma (6 februari 2015). ”Minut för minut – så blir Melodifestivalen 2015 i Göteborg: Deltävling ett”. Sveriges Television. http://www.svt.se/melodifestivalen/minut-for-minut-sa-blir-melodifestivalen-2015-i-goteborg-deltavling-ett. Läst 7 februari 2015.
28. ↑  Petersson, Emma (13 februari 2015). ”Minut för minut – så blir Melodifestivalen 2015 i Malmö: Deltävling två”. Sveriges Television. http://www.svt.se/melodifestivalen/minut-for-minut-sa-blir-melodifestivalen-2015-i-malmo-deltavling-tva. Läst 14 februari 2015.
29. ↑  Petersson, Emma (20 februari 2015). ”Minut för minut – så blir Melodifestivalen 2015 i Östersund: Deltävling tre”. Sveriges Television. http://www.svt.se/melodifestivalen/minut-for-minut-sa-blir-melodifestivalen-2015-i-ostersund-deltavling-tre. Läst 21 februari 2015.
30. ↑  Petersson, Emma (27 februari 2015). ”Minut för minut – så blir Melodifestivalen 2015 i Örebro: Deltävling fyra”. Sveriges Television. http://www.svt.se/melodifestivalen/minut-for-minut-sa-blir-melodifestivalen-2015-i-orebro-deltavling-fyra. Läst 1 mars 2015.
31. ↑  Petersson, Emma (6 mars 2015). ”Minut för minut – så blir Melodifestivalen 2015 i Helsingborg: Andra chansen”. Sveriges Television. http://www.svt.se/melodifestivalen/minut-for-minut-sa-blir-melodifestivalen-2015-i-helsingborg-andra-chansen. Läst 9 mars 2015.
32. ↑  Källman, Pär (2 mars 2015). ”Loreen till Melodifestivalen 2015”. Sveriges Television. http://www.svt.se/melodifestivalen/loreen-till-melodifestivalen-2015. Läst 2 mars 2015.
33. ↑  Petersson, Emma (20 januari 2015). ”Conchita Wurst till finalen av Melodifestivalen 2015”. Sveriges Television. http://www.svt.se/melodifestivalen/conchita-wurst-medverkar-i-finalen-av-melodifestivalen-2015. Läst 20 januari 2015.
34. ↑  Källman, Pär (3 mars 2015). ”Bekräftat: Ylvis kommer till finalen av Melodifestivalen 2015”. Sveriges Television. http://www.svt.se/melodifestivalen/bekraftat-ylvis-kommer-till-finalen-av-melodifestivalen-2015. Läst 3 mars 2015.
35. ↑  Alfredsson, Ludvig (11 maj 2014). ”Christer Björkman inatt: ”Fan, vi är bra på det här!””. Poplight. Arkiverad från originalet den 26 februari 2015. https://web.archive.org/web/20150226131338/http://poplight.se/2014/05/11/christer-bjorkman-inatt-fan-vi-ar-bra-pa-det-har/. Läst 12 maj 2014.
36. ↑  ”De har gått vidare till final”. Sveriges Radio. 10 augusti 2014. Arkiverad från originalet den 13 augusti 2014. https://web.archive.org/web/20140813043224/http://sverigesradio.se/sida/artikel.aspx?programid=3147&artikel=5932383. Läst 10 augusti 2014.
37. ↑  ”Melodifestivalen”. Livenation.se. Arkiverad från originalet den 2 oktober 2014. https://web.archive.org/web/20141002083322/http://www.livenation.se/artist/melodifestivalen-tickets. Läst 25 september 2014.
38. ↑  Stewart, Alex (17 oktober 2014). ”Sweden: Tickets for Melodifestivalen 2015 to go on sale”. ESCToday. http://esctoday.com/88500/sweden-tickets-melodifestivalen-2015-go-sale/. Läst 17 oktober 2014.
39. 1 2  Dahlander, Gustav (19 november 2014). ”Christer Björkman avslöjar: Bidragen klara – så blir Melodifestivalen 2015”. Sveriges Television. http://www.svt.se/melodifestivalen/christer-bjorkman-bidragen-klara-sa-blir-melodifestivalen-2015. Läst 19 november 2014.
40. 1 2  Källman, Pär (19 november 2014). ”Melodifestivalen 2015: Se avslöjandet i direktsändning – och chatta med artisterna”. Sveriges Television. http://www.svt.se/melodifestivalen/sa-foljer-du-nar-artisterna-till-melodifestivalen-2015-live. Läst 19 november 2014.
41. ↑  Dahlander, Gustav (4 december 2014). ”De valde låtarna – här är Melodifestivalens urvalsjury 2015”. Sveriges Television. http://www.svt.se/melodifestivalen/de-valde-latarna-har-ar-melodifestivalens-urvalsjury-2015. Läst 4 december 2014.
42. ↑  ”SVT- När julen är som bäst !”. Sveriges Television. 12 november 2014. http://www.svt.se/omsvt/article2467072.svt/binary/jul14.pdf. Läst 19 november 2014.
43. 1 2 3 4 5  Dahlander, Gustav (14 januari 2015). ”Startordningen: Eric Saade och Måns Zelmerlöw sist ut i Melodifestivalen 2015”. Sveriges Television. http://www.svt.se/melodifestivalen/eric-saade-och-mans-zelmerlow-avslutar-se-startordningen-i-melodifestivalen-2015. Läst 14 januari 2015.
44. ↑  Petersson, Emma (29 januari 2015). ”Unika bilder: Här är scenen i Melodifestivalen 2015 – en av de största någonsin”. Sveriges Television. http://www.svt.se/melodifestivalen/har-ar-scenen-i-melodifestivalen-2015-en-av-de-storsta-nagonsin. Läst 29 januari 2015.
45. ↑  Dahlander, Gustav (30 januari 2015). ”Här är huskören och husdansarna i Melodifestivalen 2015”. Sveriges Television. http://www.svt.se/melodifestivalen/simon-lingmerth-mia-stegmar-carin-martensson-edin-jusuframic-de-ar-huskoren-och-husdansarna-i-melodifestivalen-2015. Läst 30 januari 2015.
46. 1 2  ”Röstning och regler i Melodifestivalen 2015”. Sveriges Television. 4 februari 2015. http://www.svt.se/melodifestivalen/regler-och-rostning-i-melodifestivalen-2015. Läst 8 maj 2015.
47. 1 2 3 4 5  ”Svenska folkets röster. hjärtröster, telefon och SMS”. Sveriges Television. http://www.svt.se/melodifestivalen/article2763374.svt/binary/Alla%20r%C3%B6stningssiffror%20Melodifestivalen%202015%20ver4.pdf. Läst 8 maj 2015.
48. 1 2  Petersson, Emma (7 februari 2015). ”Eric Saade och Jessica Andersson är i final i Melodifestivalen 2015”. Sveriges Television. Arkiverad från originalet den 7 februari 2015. https://web.archive.org/web/20150207232212/http://www.svt.se/melodifestivalen/se-de-utslagna-bidragen-i-melodifestivalen-2015-igen. Läst 7 februari 2015.
49. 1 2 3 4 5 6  Mediamätning i Skandinavien
50. 1 2  Petersson, Emma (14 februari 2015). ”Mariette och Magnus Carlsson är i final i Melodifestivalen 2015”. Sveriges Television. http://www.svt.se/melodifestivalen/mariette-ar-i-final-i-melodifestivalen-2015. Läst 14 februari 2015.
51. 1 2  Petersson, Emma (21 februari 2015). ”Jon Henrik Fjällgren och Isa är i final i Melodifestivalen 2015”. Sveriges Television. http://www.svt.se/melodifestivalen/jon-henrik-fjallgren-ar-i-final-i-melodifestivalen-2015. Läst 21 februari 2015.
52. 1 2  Petersson, Emma (28 februari 2015). ”JTR och Måns Zelmerlöw är i final i Melodifestivalen 2015”. Sveriges Television. Arkiverad från originalet den 2 april 2015. https://web.archive.org/web/20150402094325/http://www.svt.se/melodifestivalen/jtr-ar-i-final-i-melodifestivalen-2015. Läst 28 februari 2015.
53. ↑  Redaktionen (4 mars 2015). ”Förlängd telefonröstning i Andra chansen i Melodifestivalen 2015”. Sveriges Television. http://www.svt.se/melodifestivalen/forlangd-telefonrostning-i-andra-chansen-i-melodifestivalen-2015. Läst 4 mars 2015.
54. ↑  Torbjörn Ek, Helena Trus, Linn Elmervik (1 mars 2015). ”Svennings kritik mot Andra chansen”. Aftonbladet. http://www.aftonbladet.se/nojesbladet/melodifestivalen/article20394435.ab. Läst 1 mars 2015.
55. ↑  Petersson, Emma (28 februari 2015). ”Här är startordningen och duellerna i Andra chansen i Melodifestivalen 2014”. Sveriges Television. http://www.svt.se/melodifestivalen/har-ar-startordningen-och-duellerna-i-andra-chansen-i-melodifestivalen-2014. Läst 28 februari 2015.
56. 1 2  Petersson, Emma (7 mars 2015). ”Linus Svenning, Hasse Andersson, Dinah Nah och Samir & Viktor är i final i Melodifestivalen 2015”. Sveriges Television. http://www.svt.se/melodifestivalen/linus-svenning-ar-i-final-i-melodifestivalen-2015. Läst 7 mars 2015.
57. ↑  Dahlander, Gustav (9 mars 2015). ”Här är den internationella juryn i finalen av Melodifestivalen 2015”. Sveriges Television. http://www.svt.se/melodifestivalen/har-ar-den-internationella-juryn-i-finalen-av-melodifestivalen-2015. Läst 9 mars 2015.
58. ↑  ”Apprösterna kommer inte att räknas i Melodifestivalens final 2015”. Sveriges Television. 14 mars 2015. Arkiverad från originalet den 15 mars 2015. https://web.archive.org/web/20150315081135/http://www.svt.se/melodifestivalen/om-appen/approsterna-kommer-inte-att-raknas-i-melodifestivalens-final-2015. Läst 14 mars 2015.
59. ↑  Petersson, Emma (7 mars 2015). ”Här är startordningen i finalen i Melodifestivalen 2015”. Sveriges Television. http://www.svt.se/melodifestivalen/har-ar-startordningen-i-finalen-i-melodifestivalen-2015. Läst 7 mars 2015.